# Iskra, Krasnohvardiiske
Iskra (în ucraineană Іскра) este un sat în comuna Amurske din raionul Krasnohvardiiske, Republica Autonomă Crimeea, Ucraina.

## Demografie
Componența lingvistică a localității Iskra
     Rusă (64,09%)
     Tătară crimeeană (25,91%)
     Ucraineană (6,82%)
Conform recensământului din 2001, majoritatea populației localității Iskra era vorbitoare de rusă (64,09%), existând în minoritate și vorbitori de tătară crimeeană (25,91%) și ucraineană (6,82%).